# Famille missionnaire Donum Dei
La Famille missionnaire Donum Dei est une famille spirituelle internationale catholique, membre du Tiers-Ordre séculier du Carmel.

## Historique
La Famille des Travailleuses missionnaires de l'Immaculée est fondée le 11 février 1950 par le prêtre Marcel Roussel-Galle[réf. nécessaire]
Plus tard[Quand ?], elle change de nom et devient la Famille missionnaire Donum Dei[réf. nécessaire].
Les Travailleuses missionnaires de l'Immaculée accueillaient uniquement des jeunes filles. Elle fonde une grande partie de sa spiritualité sur la vie de sainte Thérèse de Lisieux[réf. nécessaire].
Les Travailleuses missionnaires de l'Immaculée sont présentes dans de nombreux pays (Italie, République tchèque, Burkina Faso, Kenya, Inde, Philippines, Vietnam, Argentine, Brésil, Bolivie, Pérou, Mexique, Nouvelle Calédonie, Vanuatu, Wallis-et-Futuna, Polynésie) grâce aux restaurants qu'elles tiennent, appelés Restaurant L'Eau Vive.
Elles ont fondé, au Burkina Faso et en Inde notamment, des orphelinats.
En 1987, la communauté est rattachée au Tiers-Ordre carmélite de la branche des Grands Carmes. Elle est reconnue comme association internationale laïque[source insuffisante].

## Dérives sectaires
En 2014, l'AVREF met en garde contre les dérives sectaires de ce groupe.
Une cinquantaine de Travailleuses missionnaires a quitté l'organisation ces dernières années. Le livre noir des Travailleuses missionnaires est disponible sur le site de l'AVREF.
La Mission interministérielle de vigilance et de lutte contre les dérives sectaires a noté un recrutement de très jeunes femmes en Afrique (Burkina Faso et Cameroun), en Asie (Vietnam et Philippines) ou encore en Amérique du Sud au Pérou. Après avoir interrogé six anciennes Travailleuses missionnaires, la Mission interministérielle constate des pratiques qui relèvent de la déstabilisation mentale : « la diabolisation du monde extérieur, les ruptures avec l'environnement d'origine, l'absence de soins et les atteintes à l'intégrité physique ».

### Affaire judiciaire
En novembre 2017, la Famille missionnaire Donum Dei est mise en examen notamment pour « exploitation d’une personne réduite en esclavage », toutes les plaintes étant regroupées.
Le mardi 5 juillet 2022 a lieu le procès de la famille missionnaire Donum Dei devant le tribunal correctionnel d'Epinal, pour juger de la réalité des faits de « travail dissimulé et d'emploi d'étrangers non munis d'une autorisation de travail salarié ». Seuls les faits touchant au droit du travail figuraient au dossier, les accusations d'atteintes aux personnes (abus de faiblesse, esclavage moderne) n'en faisant plus partie tout comme les plaintes de la Miviludes sur décision du Parquet d'Epinal.
En première instance, la Famille missionnaire Donum Dei est condamnée pour  « travail dissimulé et emploi d’étrangers non munis d’une autorisation de travail salarié ». L’État lui confisque 940 000 euros avec « exécution provisoire ». Cette somme correspond aux rémunérations et de cotisations sociales non payées par la FMDD. Par ailleurs, elle doit régler une amende de 200 000 euros,.
En appel, la Famille missionnaire Donum Dei a été intégralement relaxée et la condamnation annulée par la Cour d'appel de Nancy. La Cour a également ordonné que la somme de 940 000 euros lui soit intégralement restituée. La Cour a notamment considéré que la Famille missionnaire bénéficiait du statut de collectivité religieuse et que, dès lors, il n'existait aucun lieu de subordination (au sens du droit du travail) entre la Famille missionnaire et les religieuses qui en sont membres.

## Organisation
Le Conseil général
La Famille missionnaire Donum Dei est dirigée par un Conseil général, dont la responsable générale est Agnès Brethome.
Le Siège du Conseil de la Famille missionnaire Donum Dei est situé à Rome[réf. nécessaire].

## À voir